# Platymaia
Platymaia is een geslacht van kreeftachtigen uit de klasse van de Malacostraca (hogere kreeftachtigen).
De wetenschappelijke naam van het geslacht is voor het eerst geldig gepubliceerd in 1886 door Edward John Miers, samen met de beschrijving van de typesoort Platymaia wyvillethomsoni die werd ontdekt op de Challenger-expeditie (1873-1876) nabij de Admiraliteitseilanden.

## Soorten
- Platymaia alcocki Rathbun, 1918
- Platymaia bartschi Rathbun, 1916
- Platymaia fimbriata Rathbun, 1916
- Platymaia longimana Macpherson, 1984
- Platymaia maoria Dell, 1963
- Platymaia mindirra Griffin & Tranter, 1986
- Platymaia rebierei Guinot & Richer de Forges, 1986
- Platymaia remifera Rathbun, 1916
- Platymaia turbynei Stebbing, 1902
- Platymaia wyvillethomsoni Miers, 1885